# Mazateco (etnia)

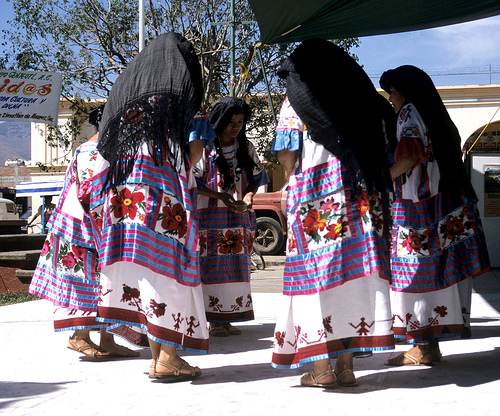
Mujeres mazatecas en Huautla de Jiménez, danzando.

Los mazatecos son un pueblo indígena de México, que habita al norte del estado de Oaxaca y sur del estado de Veracruz y Puebla. Su nombre en Idioma español proviene del náhuatl mazatl o venado, mientras que ellos mismos se llaman en su idioma Xi̱taꞌén , Xitainíma,ha shuta enima “gente de palabra humilde,gente que habla idioma (mazateco) y gente humilde”. Adquirieron cierta fama internacional por sus cultos religiosos tradicionales con ayuda de hongos alucinógenos como el teonanácatl, popularizadas desde los años 60 por la mazateca María Sabina.

## Geografía
La región tradicional de idioma mazateco comprende la Sierra Mazateca y se divide en Mazateca Alta (con las subregiones de Tierra fría y Tierra templada) y la Mazateca Baja (o Tierra caliente), en las regiones oaxaqueñas de la Cañada y el valle de Papaloapan-Tuxtepec. La Mazateca comprende los municipios del distrito de Teotitlán de Flores Magón, Mazatlán Villa de Flores, Santa Cruz Acatepec, Santa Ana Ateixtlahuaca, San Bartolomé Ayautla,Santa María Chilchotla, San Lorenzo Cuaunecuiltitla, San Mateo Yoloxochitlán, Eloxochitlán de Flores Magón, San Francisco Huehuetlán, San Pedro Ocopetatillo, San Jerónimo Tecoatl, San José Tenango, San José Independencia, San Lucas Zoquiapam, Huautla de Jiménez, San Pedro Ixcatlán, San Felipe Jalapa de Díaz, Chiquihuitlán de Benito Juárez, San Miguel Huautepec, San Felipe Usila, San Juan de lo Cues y San Miguel Soyaltepec. 
El área tradicional donde habitan los mazatecos se vio muy alterada por la construcción de la presa Miguel Alemán (1953-1957) en su territorio, que causó la emigración de cerca de 22 000 indígenas que fueron realojados en nuevos centros de población. Existen también comunidades mazatecas en el vecino estado de Puebla, principalmente en los municipios de Tlacotepec de Porfirio Díaz y Coyomeapan.

## Autodenominación
En cuanto a la autodenominación de los Mazatecos, el poeta y escritor de origen mazateco Juan Gregorio Regino propone el término Xota Ndi'yajan, que significa "gente de una misma casa, de un mismo techo, de un mismo idioma, de un mismo pensamiento",mientras que en cada espacio geográfica de los mazatecos tienen sus propias autodenominaciones internas como el caso de Eloxochitlán de Flores Magón Oaxaca se autonombran xi̱ta̱Ngixó/xi̱ta̱ ꞌén Ngixó(gente de lugar bajo la neblina,gente de la palabra del lugar bajo la neblina).

## Como gentilicio
La palabra mazateco también puede referirse al gentilicio de las personas que viven en Mazatán (Chiapas). Su equivalente femenino es Mazateca.[cita requerida]